# ケビン・ワコーズ
ケビン・ワコーズ（Kevin Patrick Wacholz、1958年4月17日 - ）は、アメリカ合衆国の元プロレスラー。ミネソタ州ブルーミントン出身。
WWFにおける囚人ギミックのネイルズ（Nailz）などのリングネームで知られる。

## 来歴
1982年、地元ミネソタ州ミネアポリスのAWAにてケビン・ケリー（Kevin Kelly）のリングネームでデビュー。以降、テキサス州ダラスのWCCWやビル・ワットのMSWAなどを転戦する。もともとはベビーフェイスだったが、1986年よりAWAでミスター・マグニフィセント（Mr. Magnificent）をニックネームに、金髪の伊達男系マッチョマンのヒールに転向。当初はシェリー・マーテル、後にメデューサ・ミセリーをマネージャーに迎え、ニック・キニスキーとのタッグチームなどで活動した。
日本には1986年8月に新日本プロレスに初来日。1990年6月にはケリー・ワコーズ名義でFMWに「プロボクサー」として参戦、ディック・マードックとプロレスラー同士の異種格闘技戦を行っている。
AWA崩壊後の1992年にWWFと契約。ウエイトが増え、トレードマークだった金髪のロングヘアもすっかり薄くなったことから、それまでの伊達男キャラクターを完全に払拭。囚人服姿の暴力的な悪相ヒール、ネイルズ（Nailz）に変身し、看守ギミックのビッグ・ボスマンと抗争を展開する。ネイルズはかつてボスマンが看守を務めていた刑務所に服役しており、自分を虐待したボスマンに復讐するために出所後WWFに乗り込んできた…などというアングルのもと、各地で熾烈な遺恨試合を繰り広げた。
「脱獄」をイメージしてか、リングへの上り下りはサードロープの下から潜り込むようにして行い、ファイトスタイルも殴る・蹴る・絞めるのラフファイト一辺倒であるなど、凶悪囚人のキャラクター設定を徹底。死刑をテーマにジ・アンダーテイカーとの抗争アングルもスタートしたが、ギャランティをめぐるトラブルからビンス・マクマホンへの暴行事件を起こし、契約から1年にも満たない1992年末にWWFを解雇された。
その後、1993年にWCWに登場。WWF時代と同じ囚人ギミックのザ・プリズナー（The Prisoner）を名乗り、同年5月のPPV "Slamboree" ではスティングと対戦した。しかし、ここでも長続きすることなく短期間で離脱。翌1994年8月、ネイルズ名義で新日本プロレスのG1クライマックスに来日。10月のSGタッグリーグ戦にもロン・シモンズと組んで出場した。
以降もネイルズのリングネームを使い続け、1996年にはシカゴのインディー団体AWFにて、トム・ジンク、ティト・サンタナ、サージェント・スローターらと対戦している。WWFを解雇されて以来、一連のステロイド裁判ではマクマホンに対する私怨から、WWFに不利な証言を率先して行っていた。2000年に引退し、ホームタウンのミネソタに居住。

## 得意技
- チンロック
- チョーク・ホールド
- ナックル・パンチ

## 獲得タイトル
- WWWAヘビー級王座：1回